# هینداگالا
هینداگالا (به لاتین: Hindagala) یک منطقهٔ مسکونی در سری‌لانکا است که در استان مرکزی (سری‌لانکا) واقع شده‌است.